# هاندلي بيج فيكتور
هاندلي بيج فيكتور  (بالإنجليزية: Handley Page Victor)‏ هي قاذفة قنابل أُنتجت في 1952 بالمملكة المتحدة. من صناعة هاندلي بيج. كانت تستخدم بشكل أساسي من قبل سلاح الجو الملكي. كان أول طيران لها في 24 ديسمبر 1952. دخلت الخدمة في 1958، انتهت خدمتها في 1993. صنع منها 86 طائرة.